# Esperanza García González
Esperanza García González   (Barcelona, 1975 - 19 de juny de 2025) va ser una advocada i política catalana.

## Biografia
El 2000 es llicencià en dret per la Universitat de Barcelona, especialitzada en dret processal i dret internacional. De 2000 a 2015 va exercir com a advocada del Col·legi d'Advocats de Barcelona. A les eleccions al Parlament de Catalunya de 2006 va col·laborar en la campanya de Ciutadans per les seves simpaties amb Albert Boadella, Arcadi Espada o Francesc de Carreras. Amb aquest partit fou candidata a l'alcaldia de Barcelona a les eleccions municipals de 2007. Col·laborà assíduament com a opinadora a El Periódico de Catalunya, Ràdio Nacional d'Espanya, Televisió Espanyola, TV3, la SER i RAC1. Va ser membre de Societat Civil Catalana.
Tanmateix, el 2010 abandonà Ciutadans per ingressar al Partit Popular, amb el que va ser elegida diputada a les eleccions al Parlament de Catalunya de 2015 com a número quatre de la llista del partit. Va ser diputada al Parlament de Catalunya entre 2015 i 2017 i després entre 2019 i 2020, quan va decidir passar a treballar amb Xavier Garcia Albiol a l'Ajuntament de Badalona.
El 2023 va ser diagnosticada de càncer i va morir el 19 de juny de 2025.